# Tassoltan Tasretowitsch Bassijew
Tassoltan Tasretowitsch Bassijew (russisch Тасолтан Тазретович Басиев, ossetisch Баситы Тазреты фырт Тасолтан Bassity Tasrety fyrt Tasoltan; * 23. September 1947 in Moskau; † 26. Februar 2002 ebenda) war ein sowjetischer und russischer Physiker ossetischer Nationalität, der sich vor allem mit Photonik befasst hat.

## Leben und Werk
Von 1972 bis 1984 arbeitete Bassijew am Lebedew-Institut der Russischen Akademie der Wissenschaften, deren korrespondierendes Mitglied er seit 2008 war. Parallel studierte er ab 1972 am Moskauer Energetischen Institut. 1976 wurde er mit dem Lenin-Komsomol-Preis ausgezeichnet. 1984 verteidigte er seine Dissertation „Selektive Laserspektroskopie an aktivierten Kristallen und Gläsern“.
Bassijew ist der Schöpfer von Fluorid-Laser-Nanokeramiken, von neuen Laser-Einkristallen. Er hat Festkörperlaser mit einer Energie von mehr als 100 Joule (100 ns) und einer Spitzenleistung von mehr als 200 GW (500 fs) gebaut und neue SRS-Kristalle und SRS-Laser entwickelt (Stimulated Raman Scattering). Er etablierte den Quadrupolmechanismus kohärenter Verschränkung in Nanoclustern und schwächte die Dekohärenz. Die Methoden für die Nanophotonik von RE-Ionen in Laserkristallen und Gläsern wurden von ihm entwickelt.
Er war Autor und Co-Autor von 412 wissenschaftlichen Arbeiten, davon 36 Rezensionen, 4 Monographien, und er war Inhaber von 28 Patenten.
Bassijew war Mitglied der Akademie-Kommission für Preise für junge Wissenschaftler der Russischen Föderation, er war Wissenschaftlicher Rat der Russischen Akademie der Wissenschaften über Spektroskopie von Atomen und Molekülen, im Redaktionsausschuss  für optische Materialien und Quantenelektronik, Ph.D. und Mitglied der American Optical Society.